# Disco
Pour les articles homonymes, voir Disco (homonymie).
Sous-genres
Italo disco, disco-funk, disco cosmique, euro disco, space disco, hi-NRG, disco polo, nu-disco, disco-pop
Genres dérivés
Synthpop, hi-NRG, Italo disco, house,,,,, techno, garage house
Le disco est un genre musical et une danse ayant émergés au milieu des années 1970 aux États-Unis. Issu des genres funk, soul, pop, salsa et psychédélique, le disco est particulièrement popularisé pendant les années 1970, et revivra brièvement pendant quelque temps. Le terme dérive du mot en français « discothèque ». Son public initial est issu des communautés afro-américaine, latino-américaine, italo-américaine, et psychédélique de New York et Philadelphie à la fin des années 1960 et début des années 1970. Le disco émerge en tant que réponse à la domination de la scène rock et à la stigmatisation de la musique dance par la contre-culture durant cette période. À son apogée, le genre se popularise parmi de nombreux groupes et artistes,,,,,,,.
La danse disco se pratique sur une piste de danse diffusant une musique dont le rythme régulier, comparable à des battements de cœur, s'accompagne de déhanchements sensuels unisexes exacerbés par l'exigüité des lieux, les éclairages et les tenues parfois suggestives. Dans les années 1970, elle se pratique également dans des Roller disco.

## Histoire
La musique disco est le résultat d'un mélange de funk, de soul et de pop, enrichi par une orchestration électronique comprenant des cordes et des cuivres (durant les années 1970) puis de synthétiseurs. Ce style musical est caractérisé par la prédominance du rythme dance, binaire, de tempo assez rapide (autour de 120 battements par minute), les pulsations étant marquées par la grosse caisse sur chaque temps de la mesure 4/4. Les contretemps sont soulignés par la caisse claire, et très souvent d'autres effets, comme des claquements de mains, ou divers instruments, dont le piano. Le disco est à l'origine une musique de danse, il privilégie donc le rythme et l'orchestration sur le texte et la mélodie : beaucoup de morceaux des premières années sont de simples appels à la danse avec une mélodie réduite à des « accroches » destinées à habiller la rythmique, ponctué de quelques phrases répétées en boucle évoquant la fête et le monde de la nuit. Cette musique dont la principale destination est le public des discothèques, impose des contraintes techniques particulières.

### Années 1970

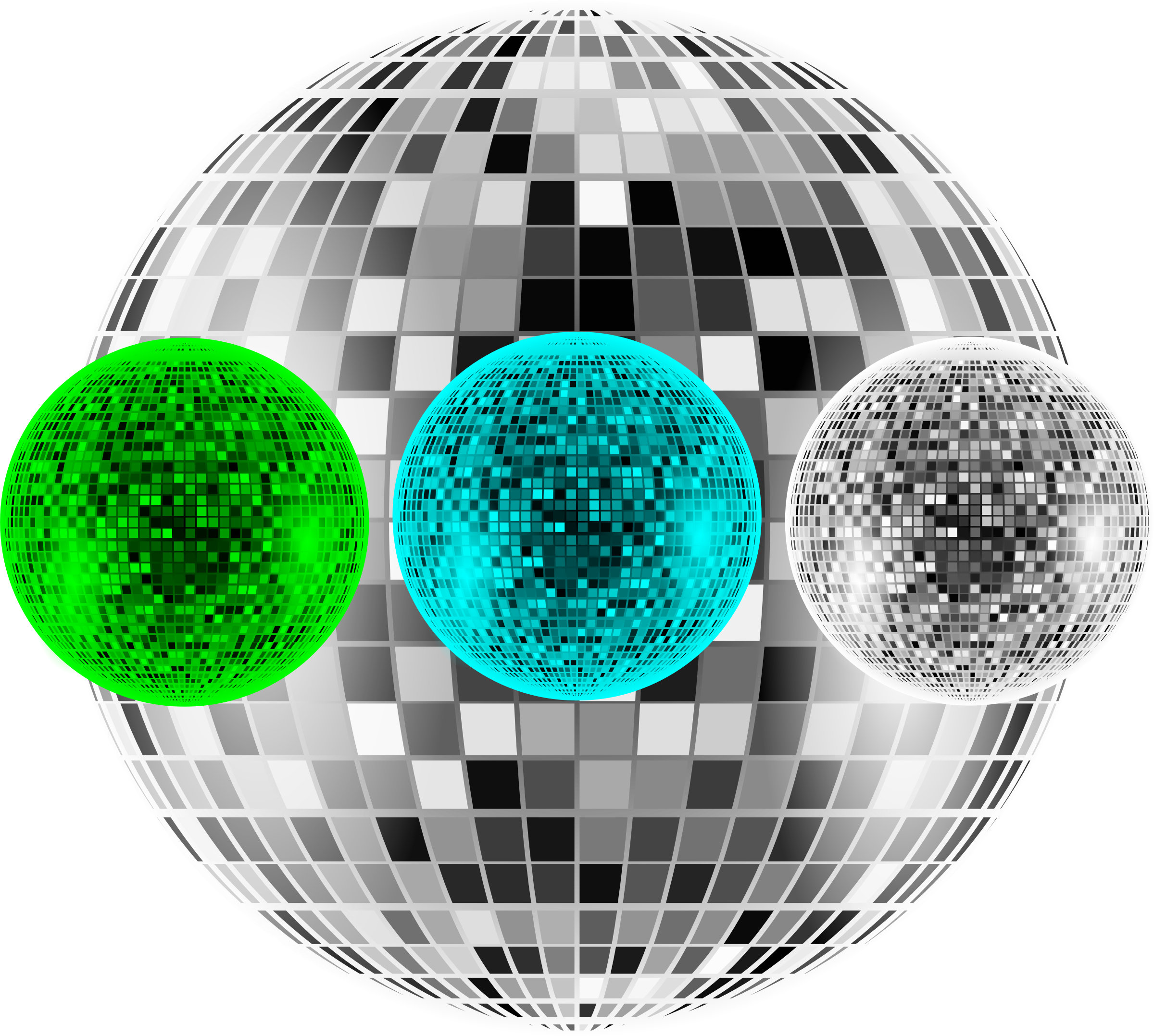
Boule à facettes.

En 1972, le groupe Barrabas, hispano-américain, contribue à l'émergence du disco avec un titre comme Woman. Au début des années 1970, dans les discothèques de New York (dans les quartiers de Brooklyn, du Bronx et d'Harlem), les DJ sélectionnent des chansons soul peu connues pour leur capacité à faire danser le public. Ils remixent parfois certains titres en studio, pour faire ressortir la batterie et la basse et mieux rythmer la danse : c'est le disco mix. La majorité des titres disco restent ainsi expérimentaux. Il s'agit en plus de trouver le bon tempo, la phrase de guitare qui va attraper l'oreille, d'habiller le rythme dansant de cordes ou de voix, d'allonger la durée des morceaux, d'accrocher l'oreille et le pas de danse par un motif cyclique. Le disco est né d'une stylisation du son de Philadelphie adaptée au marché blanc (les trois-quarts du marché aux États-Unis). À New York et à Miami, c'est grâce aux discothèques et aux radios que le disco démarre et triomphe.
Jean-Marie Potiez rappelle qu'au début des années 1970, Isaac Hayes ou Barry White font déjà du proto-disco, comme en 1973, le morceau non chanté Love's Theme du Love Unlimited Orchestra de Barry White (no 1). Cette même année sort aussi Soul Makossa de Manu Dibango.
En 1974, sortent Rock Your Baby de George McCrae, Rock the Boat de The Hues Corporation et surtout Never Can Say Goodbye de Gloria Gaynor,. Dans leur sillage on trouve You're The First, My Last, My Everything de Barry White, Kung Fu Fighting de Carl Douglas et Doctor's Orders de Carol Douglas. Apparaît aussi le personnage-clé du remixeur comme Tom Moulton qui a remixé des milliers de titres et qui est à l'origine de plusieurs innovations comme la version allongée (extended) et les chansons mixées en continu (ce qu'il a fait avec Honey Bee, Never Can Say Goodbye et Reach Out I'll Be There sur le premier album de Gaynor). Ceci l'a aussi amené à créer le format du « 12" single », maxi 45 tours, disque de 30 cm comprenant généralement un morceau par face, souvent rallongé par rapport à la version originale du 45 tours.
En 1975, le disco grimpe encore un peu plus dans les classements surtout grâce à Donna Summer (Love to Love You Baby), KC and the Sunshine Band (That's the Way (I Like It) (plutôt funk) et Van McCoy (The Hustle). Gloria Gaynor continue son ascension et est couronnée reine des discothèques tandis que les Trammps deviennent une valeur sûre dans le monde de l'underground. 1975 est aussi l'année de Jive Talkin', premier hit des Bee Gees relookés et des groupes de studio comme Silver Convention (Fly Robin Fly). À partir de 1976, le disco fait partie du paysage musical, sans toutefois se démarquer complètement du RnB, surtout que la Motown commence à faire irruption sur le marché du 12".
En 1977, cette tendance RnB, dans laquelle s'inscrivent de nouveaux venus comme Chic est complétée par une apparition massive du disco électronique, dont Magic Fly de Space, I Feel Love de Donna Summer ou encore Supernature de Cerrone sont les titres les plus marquants. Enfin le disco connaîtra une explosion sans précédent dans l'histoire de la musique avec le film La Fièvre du samedi soir (Saturday Night Fever) présenté pour la première fois le 14 décembre 1977 (classé 24 semaines au top avec plus de 25 millions d'albums du film vendus).
Cet immense succès fait d'ailleurs de l'année 1978 l'année où tous les records en matière de vente de disques ont été battus. À cette époque, les discothèques s'intègrent dans un mode de vie qui se généralisera à toutes les couches de la société.
Cette musique reste cependant dans la ligne de la contestation des années 1970, sous un couvert superficiel qu'elle revendique. Ses thèmes favoris sont la sexualité, la vie et la nuit, avec optimisme. Une des affirmations du disco est l'androgynie dans le style, comme dans les voix, telles les voix pâmées des Bee Gees. Ce sont souvent des personnages au sens du spectacle et de la dérision affirmés, possédant le génie du déguisement et affirmant un mauvais goût voyant très assumé, depuis Amii Stewart (1979) pharaonne emplumée à Village People et ses multiples caricatures du macho nord-américain en passant par Donna Summer alanguie sur un croissant de lune et les femmes du groupe Boney M en lingerie sexy ou enchaînées à un macho triomphant, créatures des ondes aux pieds de Neptune ou prêtes, légèrement vêtues, à un voyage spatial, sans parler des mystiques Earth, Wind and Fire aux pattes d'éléphant dorées sur fond d'Égypte passée à l'ordinateur, de Cerrone et de son mannequin nu sur un réfrigérateur ou des nombreuses poitrines velues des divers interprètes exhibées fièrement. Cette joyeuse exubérance s'oppose alors à un rock morose.
Hormis l'énorme production disco américaine, l'Angleterre apportera une contribution non négligeable à  ce genre musical avec des groupes et artistes comme Hot chocolate, Tina Charles, 5000 volts, The Real thing, Jimmy James, Heatwave, Gonzales, Liquid Gold, Love and kisses, etc. Le célèbre 'doctor's orders' de Carol Douglas est une reprise de la chanteuse britannique Sunny dont le titre fut classé dans le top 10 des charts anglais. Le genre disco est aussi l'occasion pour le monde non anglophone de faire irruption sur le marché avec des productions à succès : l'Italie (Peter Jacques Band, Revanche, Macho), la France (Dalida, Claude François, Théo Vaness, Santa Esmeralda, Sheila Black Devotion, Cerrone) ; par ailleurs, d' autres artistes publieront avec plus ou moins de réussite un ou plusieurs titres disco, d'Alain Barrière à Allain Turban en passant par Marie Laforêt, Sylvie Vartan, Eric Charden, Régine, Adamo, Dave, France Gall, Karen Cheryl, Line Renaud, Jeane Manson …), l'Allemagne (Donna Summer, Silver convention, Boney M, Claudja Barry, Eruption, Dschinghis Khan, Anthony Monn qui lance la carrière d'Amanda Lear, mais surtout l'artiste et producteur Giorgio Moroder), le Benelux (Patrick Hernandez, Luv'...), la Suisse (Patrick Juvet), et le Québec (France Joli, Toulouse, Saint Tropez, Boule noire, Nanette Workman, Robert Charlebois, Michèle Richard, MTL Express...).
Certains artistes vont même de pays en pays comme Amii Stewart qui est célèbre du Royaume-Uni à l'Italie en passant par la France, de même pour Amanda Lear, dont le deuxième album Sweet Revenge porté par le single Follow Me fera un triomphe dans toute l'Europe dont la France, l'Allemagne, l'Italie, l'Autriche et les Pays-Bas.
Le succès du disco est tel que des rockers comme les Kiss avec I Was Made for Lovin' You, Queen avec Another One Bites the Dust, Pink Floyd avec Another Brick in the Wall Part 2, Rod Stewart avec Da Ya Think I'm Sexy? ou Blondie avec Heart of Glass touchent à ce rythme, considéré par leurs fans comme « le grand Satan »[réf. nécessaire].
Les Européens jouent un rôle important dans le développement de cette musique, comme l'Italien Giorgio Moroder (producteur de Donna Summer) et l'Allemand Frank Farian (producteur, chanteur et compositeur du groupe Boney M.), tous deux basés en Allemagne. Des artistes francophones tels que Patrick Hernandez, Marc Cerrone et Patrick Juvet connaissent un succès international. Mais c'est surtout Sheila qui est véritablement à l'origine de la première chanson disco[réf. nécessaire] en France en 1974 avec le titre Samedi soir et en 1975 avec C'est le cœur (Les ordres du docteur), adapté du titre de Carol Douglas. Elle est également novatrice en 1977 en interprétant ses chansons accompagnée par trois danseurs noirs pour le tube Love Me Baby et la reprise de Singin' in the Rain. Cette version disco de 7 minutes fait le tour de l'Europe et est classée dans les hit-parades américains, sous le pseudonyme de S.B. Devotion (Sheila Black Devotion). Grâce à ces succès européens et outre-atlantique, Nile Rodgers et Bernard Edwards du groupe Chic lui produisent un album en 1980 contenant le tube planétaire Spacer. Elle reste, à ce jour, la seule chanteuse française classée aux États-Unis depuis Edith Piaf. En France, ce sont Dalida et Claude François qui dominent. Dalida enchaîne les succès disco avec J'attendrai, Génération 78 ou bien encore Laissez-moi danser et Claude François avec Magnolia for Ever, Disco météo ou bien encore Alexandrie Alexandra. Il ne faut pas oublier non plus le tandem Henri Belolo et Jacques Morali qui sont à l'origine de nombreux tubes et de la carrière de The Ritchie Family et de Village People.
Chronologiquement, c'est un type de musique qui s'étend environ de la première crise du pétrole à l'apparition du SIDA. Le genre diminue autant pour des causes internes qu'externes. Tout d'abord, l'offre sur le marché devint telle que le public arrive à saturation, avec en plus une répétition abusive des artifices propres à cette musique : 1979 marque ici le sommet du genre, tout le monde ou presque veut faire du disco. Mais c'est aussi l'apogée de campagnes anti-disco (« disco sucks », litt. : « le disco, c'est nul ») comme la Disco Demolition Night, autodafé du 12 juillet 1979 au Comiskey Park de Chicago ayant dégénéré en émeute, revanche des États-Unis contre les femmes et les noirs dont le rôle était essentiel dans le monde du disco. Il y a aussi de la part de certains interprètes des disques s'éloignant du canevas originel : 1979 est l'année de Bad Girls de Donna Summer, un LP louchant vers un son plus rock, ou de No More Tears, duo très variété internationale qu'elle fait avec Barbra Streisand. C'est aussi l'année où Michael Jackson reçoit son premier disque d'or, le 29 novembre, grâce au hit Don't Stop 'Til You Get Enough, qui tout en restant très disco est novateur et funk.

### Années 1980
Diana Ross lance Upside Down en 1980, no 1 précurseur du funk n'ayant rien à voir avec les années 1970. Les causes externes de désaffection partielle du public sont la nouvelle morale reaganienne, la baisse d'audience des discothèques et l'apparition du SIDA. Une autre cause est le changement psychologique de décennie qui a entraîné un renouvellement des formules de certaines radios. Elles étaient en cela encouragées par les compagnies qui, déçues par la baisse de leurs profits en 1979, avaient réduit leurs investissements en matière de disco. Au-delà de ces paramètres, vers la fin des années 1970, nombre d'artistes font du disco ; en France, Sheila, Dalida, Claude François, Alain Chamfort, Annie Cordy ou Adamo intègrent ce style à leur répertoire, loin de la légitimité de Cerrone au succès mondial. Le public arrive à saturation.
À partir des années 1980, bien que le disco soit déclaré mort dans toute la presse américaine (« Disco is dead »), la période post-disco marque paradoxalement l'émergence de nombreux courants artistiques et culturels sur le disco. En effet, vers le milieu des années 1980, malgré le déclin du disco, la culture disco perdure pour les fans nostalgiques. La population est retranchée en deux : il y a ceux, majoritaires, qui ont oublié le disco, et les autres, qui réécoutent sans cesse leur collection de disques. Leur slogan favoris était « Disco never dies » (« le disco ne meurt jamais »). Durant les années 1980, le genre disco évolua vers la hi-NRG (prédominance des synthétiseurs, du nom d'une chanson d'Evelyn Thomas de 1983) dans les pays anglo-saxons et vers l'Italo disco (totalement électronique) en Europe continentale, avant d'être supplantée par la house qui délaissera le format « chanson pop ».
À partir de 1987, le funk (urban) est remplacé par la house, lointaine relecture du disco, qui entraînera une redécouverte de la musique de danse des années 1970. Cette redécouverte a été aidée par un phénomène purement commercial qui est la réédition des titres disco en disque compact, sous forme d'albums ou de compilations. Accompagnée de « megamixes », pots-pourris remixés avec des moyens modernes, elle fera la fortune de Boney M ou des Village People qui refont surface en 1988-1989. Le disco apparaît alors en cette fin des années 1980 et plus encore lors de la décennie suivante, comme la musique d'un âge d'or convivial sans sida ni synthétiseurs envahissants. Certaines chanteuses comme Loleatta Holloway auront même plus de succès dans les années 1980-1990 qu'elles n'en avaient eu auparavant, stimulées par la mode du remix, multiplication à l'infini de pseudo-nouvelles versions de leurs hits. Le remix, phénomène apparu timidement vers 1982-1984, plus largement vers 1986-1987, devient même la composante essentielle du marché de la musique de danse. Il y a également l'apparition de « nouvelles chansons » qui ne sont que des reliquats plus ou moins retravaillés d'anciens titres. C'est le phénomène de l'échantillonnage, le sampling, dont le précurseur est le (premier) titre rap Rapper's Delight de 1979 qui reprenait alors l'instrumental de Good Times de Chic. Au remix et à l’échantillonnage devenus rois s'ajoutent les reprises faites par les chanteurs d’origine : Gloria Gaynor rechante I Will Survive, Thelma Houston Don't Leave Me This Way et les Sister Sledge We Are Family, Lost In Music et He's the Greatest Dancer. Les reprises sont aussi un gage de succès : Jimmy Somerville doit beaucoup à I Feel Love, Don't Leave Me this Way, Never Can Say Goodbye et You Make Me Feel, Take That à Could It Be Magic, Relight My Fire et How Deep Is Your Love, Kym Mazelle à Was That All It Was et Young Hearts Run Free. Une judicieuse reprise peut même revitaliser une carrière, comme l'a fait Diana Ross avec I Will Survive. Pour le public, c'est une bouffée d'air frais. Celui-ci en redemande encore et encore.

### Années 1990
Dans les années 1990, en pleine période dance, le disco revient sous la forme de remixes dance des anciens tubes disco par des DJ du monde entier, ce qui sera un succès en discothèques mais ne fera pas revenir le style disco sur le devant de la scène. Cerrone continuera de moderniser durant cette décennie ses anciens tubes disco, le succès sera encore une fois au rendez-vous.

### Années 2000

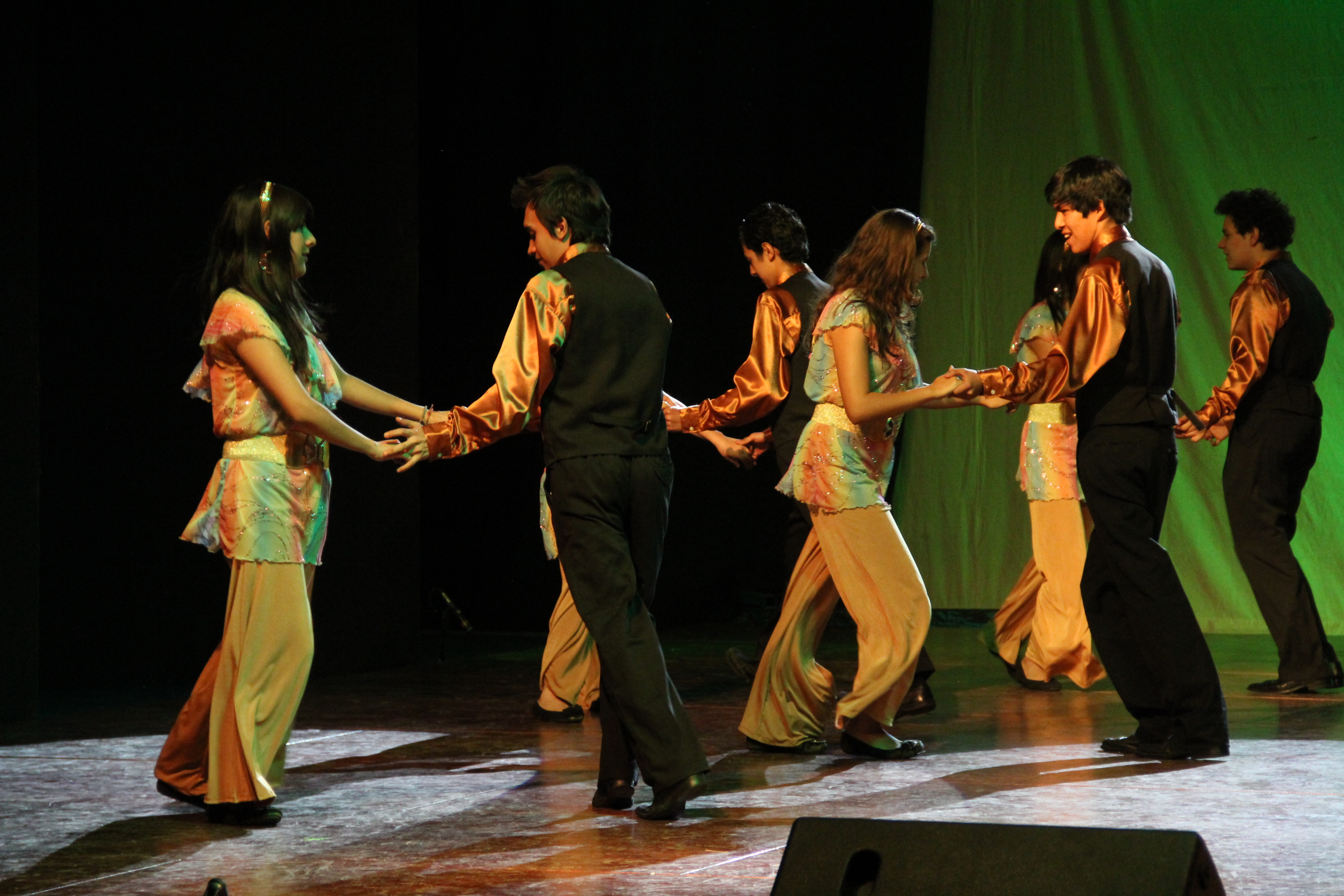
Des étudiants de l'Institut de technologie et d'études supérieures de Monterrey en trainde danser sur du disco lors d'un événement culturel dans le campus.

Les années 2000 marquent le renouveau du genre avec un regain d'intérêt d'une partie de la population pour la musique des années 1970-1980. Certains parlent même de la « renaissance » du disco, phénomène qui pousse les maisons de disques à refaire des compilations et même des remix des plus grands tubes du genre. De nouveaux genres disco apparaissent au XXIe siècle, comme le disco house. Il existe également de nouvelles et de nombreuses façons de vivre sur cette musique (en particulier chez soi, notamment grâce à internet, aux webradios, aux lofts musicaux).
Toujours dans les années 2000, de nombreux artistes perpétuent le genre disco-funk. Parmi eux, on trouve Jamiroquai avec Little L (2001), Irene Cara et Forever My Love (2006), les Scissor Sisters avec entre autres leur tube I Don't Feel Like Dancin' (2006), la mythique Madonna et ses titres disco pop Hung Up (samplant habilement Gimme! Gimme! Gimme! (A Man After Midnight) du groupe ABBA) et Sorry, Suzanne Palmer avec Free My Love (2007), Oliver Cheatham et Saturday Night (2007), Mika et son titre Relax, Take It Easy (2007), qui mêle pop et disco ou encore The Pussycat Dolls avec Hush Hush; Hush Hush (2008).

### Années 2010–2020
En 2011, le girl group de K-pop T-ara sort Roly-Poly dans le cadre de son EP John Travolta Wannabe. La chanson accumule plus de 4 000 000 téléchargements, ce qui devient le plus grand nombre de téléchargements pour un single d'un groupe de filles de K-pop sur le Gaon Digital Chart dans les années 2010. En 2013, avec la sortie de plusieurs titres disco et funk des années 1970, le palmarès pop compte plus de chansons dansantes que jamais depuis la fin des années 1970. La plus grande chanson disco de l'année est Get Lucky de Daft Punk, avec Nile Rodgers à la guitare. Son album parent, Random Access Memories, finit par remporter l'album de l'année aux Grammys 2014. D'autres chansons de style disco qui se retrouvent dans le top 40 cette année-là sont Blurred Lines de Robin Thicke (numéro un), Take Back the Night de Justin Timberlake (no 29), Treasure de Bruno Mars (numéro cinq). Reflektor d'Arcade Fire comportait de forts éléments disco. En 2014, la musique disco était présente dans Artpop de Lady Gaga, et dans Birthday de Katy Perry.
En 2020, le disco poursuit sa popularité auprès du grand public et devient une tendance dominante dans la musique populaire,. Au début de 2020, des succès influencés par le disco tels que Say So de Doja Cat, Stupid Love de Lady Gaga et Don't Start Now de Dua Lipa connaissent un large succès dans les classements musicaux mondiaux, se classant aux numéros 1, 5 et 2, respectivement, dans le classement américain Billboard Hot 100. À l'époque, Billboard déclare que Lipa « menait la charge vers une production influencée par le disco » un jour après la sortie de son album rétro et influencé par le disco, Future Nostalgia, le 27 mars 2020,. À la fin de l'année 2020, plusieurs albums disco avaient été publiés, notamment Velvet d'Adam Lambert, What's Your Pleasure ? de Jessie Ware et la mixtape de la discothèque de Róisín Murphy, Róisín Machine. Début septembre 2020, le groupe sud-coréen BTS débute à la première place aux États-Unis avec son single disco en anglais Dynamite ayant vendu 265 000 téléchargements lors de sa première semaine aux États-Unis, marquant la plus grande semaine de ventes pures depuis Look What You Made Me Do (2017) de Taylor Swift.

## Caractéristiques
Les réalisateurs artistiques de disco des années 1970 utilisent des instruments de leur époque. Le son disco est souvent associé à une rythmique basse/batterie mise très en avant dans le mix (souvent même plus forte que la voix), aux arrangements de violons et de cuivres avec des expressions linéaires à l'unisson ou bien joués dans les ponts (fill), et aux voix avec beaucoup d'effets d'écho et de réverbération. La partie rythmique, mise très en avant, est constituée d'une batterie et de percussions latines, congas, timbales mais aussi de batteries électroniques ou boîte à rythmes (I Feel Love de Donna Summer) qui appuient davantage le rythme four-on-the-floor. Chaque temps du 4/4 est mis en avant par le pied de grosse caisse, un charleston marque les contretemps et un charleston ouvert sur le temps off. La grosse caisse est mixée très forte en volume. La guitare basse est jouée souvent de manière syncopée en jouant sur les octaves et la technique du slap (ou slapping) est largement utilisée. La basse peut être remplacée par des sons de basse de synthétiseurs (ex : Moog). La guitare est le plus souvent rythmique, dans un style funky chicken-scratch, avec des effets comme la wah-wah ou le phaser, les temps faibles peuvent être accentués.
Le piano et/ou des claviers électro-acoustiques, très à la mode dans les années 1970, comme le Fender Rhodes, le Wurlitzer et le Hohner Clavinet, assurent l'accompagnement. Des arrangements sont réalisés avec des ensembles à cordes (violons, violoncelles...) (Love's Theme de Barry White). Un autre instrument à corde se retrouve sur de nombreuses productions disco, la harpe (I Will Survive de Gloria Gaynor). Des ensembles de cuivres, trompettes, trombones et d'autres instruments à vent comme la clarinette, le saxophone, le piccolo, la flûte et d'autres sont fréquents également. À la fin des années 1970, on commence à entendre des synthétiseurs qui remplaceront progressivement les arrangements de cordes et de cuivres au cours des années 1980 et que les groupes de funk utiliseront de plus en plus lors de la baisse de popularité du disco.

## Mode
La multitude d'influences de la musique disco se ressent dans l'habillement, mais certains éléments dominent. Les amateurs de discothèque portent souvent des vêtements glamour et extravagants pour leurs soirées : pour les femmes, robes fines et fluides ou des pantalons amples et évasés, vêtements moulants en spandex, hot pants, catsuits. Le satin est présent dans toutes les pièces d’habillement. Les hommes s'habillent avec des chemises en polyester brillantes étoffées de cols pointus larges, des costumes deux ou trois pièces avec un gilet comme Tony Manero dans La Fièvre du samedi soir. Les pantalons sont généralement moulants en haut, mais la partie inférieure du pantalon peut être évasée. Les talons hauts étaient eux aussi populaires pour les deux sexes. Gros bijoux et autres accessoires de mode sont courants. Homme ou femme, le style reste accessible mais ce « look disco » ne survit pas à l'arrivée des années 1980.

## Dans la culture populaire

### Cinéma
Pour le grand public, le disco s'incarne en 1977 dans le film de John Badham La Fièvre du samedi soir (Saturday Night Fever), qui révèle John Travolta. La bande originale, vendue à 40 millions d'exemplaires, comprend des chansons des Bee Gees et des titres disco connus (Yvonne Elliman, Tavares, KC & The Sunshine Band).
Le succès de La Fièvre du samedi soir ouvre cependant la voie à de nombreux autres films qui lient disco et cinéma, parmi lesquels :
- Car Wash (1976)
- Dieu merci, c'est vendredi (Thank God It's Friday) (1978) de Robert Klane avec Donna Summer ;
- Disco Godfather (en)[39] (1979) de J. Robert Wagoner ;
- Je te tiens, tu me tiens par la barbichette (1979) de Jean Yanne avec les Village People et The Ritchie Family ;
- Rien n'arrête la musique (Can't Stop The Music) (1980) de Nancy Walker avec les Village People ;
- Staying Alive (1983), suite de Saturday Night Fever, avec Travolta dirigé par Sylvester Stallone ;
- Flashdance (1983) d'Adrian Lyne.
- Boogie Nights (1998) de Paul Thomas Anderson ;
- Studio 54 (1999) de Mark Christopher. Du nom d'une mythique discothèque de New York fréquentée par toutes les stars du disco ;
- Les Derniers Jours du disco (1999) de Whit Stillman. Une série de portraits inspirés de l'expérience du réalisateur ;
- Disco (2008) de Fabien Onteniente avec Franck Dubosc, Samuel Le Bihan et Abbes Zahmani ;
- Funkytown (2011) de Daniel Roby

## Sous-genres notables

### Italo disco
L'Italo disco est dérivé du disco qui a émergé en Italie à la fin des années 1970. Le nom du genre est largement attribué à Bernhard Mikulski, le fondateur du label discographique ouest-allemand ZYX Music. L'appellation sert d'abord à commercialiser le style en dehors de l'Italie, avant de devenir un genre musical à part entière.
À la fin des années 1970 et au début des années 1980, il rencontre le succès dans les discothèques américaines, en particulier à Chicago et Détroit. Il se popularise significativement durant les années 1980 en Italie et dans le reste de l'Europe. Le genre atteint un pic de popularité entre 1983 et 1988 et disparaît vers 1989. Il a influencé d'autres styles de musique électronique, dont l'Italo house, l'Italo dance, l'Eurobeat ou l'Eurodance. L'Italo disco connaît un renouveau au cours des années 2000, avec la publication de plusieurs compilations dédiées au genre et à travers des artistes tels que Sally Shapiro.
Il est plus électronique que le disco « classique » et se caractérise par l'utilisation de synthétiseurs et de boîtes à rythmes produits en masse. L'Italo disco se reconnaît aussi à ses mélodies accrocheuses et facilement reconnaissables. Les chansons du genre sont généralement chantées en anglais tandis que la voix est filtrée de façon électronique. Les paroles abordent des thèmes comme l'amour, la vie nocturne, la technologie et la danse. Les artistes d'Italo disco utilisent des noms de scène à consonance anglaise, avec souvent des jeux de mots ou des inside jokes.
Vilipendé par les critiques musicaux italiens au cours des années 1980, le genre est perçu comme le résultat de l'oppression culturelle américaine sur la culture italienne. Souvent qualifié de « commercial » et de « ringard », l'Italo disco a inspiré des artistes de musique électronique dans le monde entier. Des sonorités propres au genre se retrouvent chez des groupes tels qu'Erasure, New Order ou les Pet Shop Boys.

### Nu-disco
Le genre nu-disco se développe parallèlement en Belgique (Aéroplane, The Magician), aux Pays-Bas (Timecop1983), en Allemagne (Satin Jackets), en Australie (Flight Facilities, Grafton Primary, Pnau, The Presets), aux États-Unis (Gigamesh, Goldroom, Chromatics, Capital Cities, RAC), au Canada (FM Attack, Electric Youth, Chromeo), en Russie (Tesla Boy, D-Pulse).

### Disco-pop
Rolling Stone et le New York Times utilisent le terme disco-pop dès 1976 et 1978 respectivement. Les publications font référence à des chansons telles que Don't Go Breaking My Heart d'Elton John et Kiki Dee et Heart of Gold de Boney M., tout en déclarant que le style musical du Salsoul Orchestra est « un matériau et des arrangements qui sont de la pop disco sans alliage »,. Rétrospectivement, des albums tels que Off the Wall de Michael Jackson sont qualifiés de ce genre. Avec la sortie du film et de l'album Saturday Night Fever, la popularité du disco explose en 1978. Cet événement conduit des milliers de patrons de discothèques et leurs clients à imiter les versions hétéroclites de la culture de la danse. Tim Lawrence écrit sur ce phénomène qu'il était intéressant, mais que « si l'expérience initiale était excitante, l'effet a rapidement commencé à s'estomper ou, pire encore, à s'essouffler ». En 1979, la combinaison de la disco-pop blanche stridente qui avait fini par dominer les hit-parades ».
Autour des années 2000, certaines nouvelles chansons sont qualifiées de disco-pop, notamment Sing It Back de Moloko, Murder on the Dancefloor de Sophie Ellis-Bextor,,.
Le magazine Allure déclare en 2020 qu'il y avait un renouveau de la disco-pop dans la musique, comme Future Nostalgia de Dua Lipa et Chromatica de Lady Gaga. D'autres artistes ont contribué à ce renouveau, notamment Doja Cat, Victoria Monét et Jessie Ware.